# Ryan Warsofsky
Ryan Warsofsky (* 26. Oktober 1987 in Marshfield, Massachusetts) ist ein ehemaliger US-amerikanischer Eishockeyspieler und derzeitiger -trainer. Nach einer sehr kurzen aktiven Karriere begann er seine Trainerlaufbahn in den Minor Leagues, wo er die Chicago Wolves im Jahre 2022 zum Calder-Cup-Gewinn in der American Hockey League (AHL) führte. Seit Juni 2024 ist er als Cheftrainer der San Jose Sharks in der National Hockey League (NHL) tätig.

## Karriere

### Als Spieler
Ryan Warsofsky studierte an der Sacred Heart University sowie später am Curry College und spielte in dieser Zeit für deren Eishockeyteams in den Ligen der National Collegiate Athletic Association (NCAA). Die Saison 2011/12 stellte anschließend seine einzige im Profibereich dar, in der er für die belgischen White Caps Turnhout, die Rio Grande Valley Killer Bees in der Central Hockey League sowie die Cape Cod Bluefins in der Federal Hockey League auflief. Anschließend beendete er seine aktive Karriere und wechselte ins Trainergeschäft.

### Als Trainer
Initial kehrte Warsofsky an seine Alma Mater zurück und fungierte als Assistenztrainer am Curry College. Nach einem Jahr dort wechselte er in den Profibereich, als er in gleicher Funktion in den Trainerstab der South Carolina Stingrays aus der ECHL aufgenommen wurde. 2016 wurde er dort erstmals zum Cheftrainer befördert, eine Position, die er bis zum Ende der Saison 2017/18 innehatte. Anschließend wechselte er zu den Charlotte Checkers in die höherklassige American Hockey League (AHL), wo er vorerst ebenfalls als Assistenztrainer tätig war. Bereits nach einer Spielzeit stieg er allerdings auch dort zum Cheftrainer auf und behielt diese Position auch mit dem Wechsel des Farmteams der Carolina Hurricanes – diese arbeiteten fortan mit den Chicago Wolves statt mit den Checkers zusammen. Die Wolves führte der US-Amerikaner in der Spielzeit 2021/22 zum Gewinn der AHL-Playoffs um den Calder Cup, den er drei Jahre zuvor bereits einmal als Assistent der Checkers errungen hatte.
Mit diesem Erfolg empfahl sich Warsofsky für die National Hockey League (NHL), sodass ihn die San Jose Sharks im Sommer 2022 als neuen Assistenten von Cheftrainer David Quinn engagierten. Nachdem dieser nach zwei erfolglosen Spielzeiten entlassen wurde, beförderte das Management Warsofsky im Juni 2024 zum neuen Cheftrainer der Sharks. Zu diesem Zeitpunkt machte ihn dies zum jüngsten aller 32 NHL-Trainer. Nach seiner ersten Spielzeit in hauptverantwortlicher Position wurde Warsofsky als Trainer der US-amerikanischen Nationalmannschaft für die Weltmeisterschaft 2025 bestimmt, nachdem er bereits zwei Jahre zuvor als Assistenztrainer fungiert hatte. Bei der WM 2025 führte er das Team zum Gewinn der Goldmedaille und damit dem ersten Weltmeistertitel der US-Amerikaner seit 65 Jahren.

## Erfolge und Auszeichnungen
- 2019 Calder-Cup-Gewinn mit den Charlotte Checkers (als Assistenztrainer)
- 2022 Calder-Cup-Gewinn mit den Chicago Wolves (als Cheftrainer)
- 2025 Goldmedaille bei der Weltmeisterschaft (als Cheftrainer)

## Karrierestatistik
(Legende zur Spielerstatistik: Sp oder GP = absolvierte Spiele; T oder G = erzielte Tore; V oder A = erzielte Assists; Pkt oder Pts = erzielte Scorerpunkte; SM oder PIM = erhaltene Strafminuten; +/− = Plus/Minus-Bilanz; PP = erzielte Überzahltore; SH = erzielte Unterzahltore; GW = erzielte Siegtore; 1 Play-downs/Relegation; Kursiv: Statistik nicht vollständig)

### NHL-Trainerstatistik
(Legende zur Trainerstatistik: Sp oder GC = Spiele insgesamt; W oder S = erzielte Siege; L oder N = erzielte Niederlagen; T oder U = erzielte Unentschieden; OTL oder OTN = erzielte Niederlagen nach Overtime oder Shootout; Pts oder Pkt = erzielte Punkte; Pts% oder Pkt% = Punktquote; Win% = Siegquote; Resultat = erreichte Runde in den Play-offs)

## Familie
Sein jüngerer Bruder David Warsofsky ist ebenfalls Eishockeyspieler und lief unter anderem in der NHL auf.